# Ктеноцефалёз
Ктеноцефалёз (Ctenocephalidosis) — энтомоз, вызванный укусами блох рода Ctenocephalides.
Кошачья блоха Ctenocephalides Felis (Bouche, 1835) кусают и человека, вызывая дерматит. Кошачьи блохи являются промежуточным хозяевами солитера Dipylidium caninum (см. Дипилидиоз); можно заразиться этим гельминтом, если случайно проглотить блоху. C. Felis могут заражать человека от кошек Bartonella henselae.
Также может кусать человека собачья блоха Ctenocephalides Canis. Люди страдают аллергическими реакциями на слюну блох в виде высыпания. Зуд и воспаление может сохраняться в течение нескольких недель после укусов.
Блохи рода Ctenocephalides также переносят риккетсий и возбудителей брюшного тифа.
См. также Дерматофилиазы.